# GOPPAR
GOPPAR è l'abbreviazione di Gross Operating Profit Per Available Room, definibile come l'utile operativo lordo per camera disponibile. Esso è un indicatore utilizzato nel settore ricettivo alberghiero.

## Finalità
"Tale indice permette una valutazione profonda della redditività aziendale, poiché affronta l'aspetto del controllo e dell'efficienza gestionale, mettendo in risalto l'aspetto del profitto, del suo valore e quindi la validità dell'impresa nel suo complesso".

## Osservazioni
Il "GOPPAR rivela uno stretto legame con il valore dell'impresa"(...) e "nell'analisi delle prestazioni di un albergo o di un gruppo di alberghi, il GOPPAR si mostra un ottimo complemento dell'indicatore RevPAR."